# Margaret Wente
Margaret Wente (née le 15 février 1950) est une columnist du quotidien canadien The Globe and Mail et directrice de la Energy Probe Research Foundation (en). Elle intervient régulièrement à la télévision et à la radio.
Née à Evanston (Illinois), elle déménage à Toronto en 1964. Elle obtient un baccalauréat universitaire ès lettres de l'Université du Michigan et une maîtrise universitaire ès lettres spécialisée en anglais de l'Université de Toronto.
En 1986, elle rejoint l'équipe du Globe and Mail. Elle y tient une colonne depuis 1992, puis devient columnist à plein temps à partir de 1999.
Elle gagne à deux reprises le National Newspaper Award (en) pour ses chroniques.

## Publications
- (en) An Accidental Canadian: Reflections on My Home and (Not) Native Land, 2004, HarperCollins  (ISBN 0-00-200798-3).